# Синьогора (резиденція)
Державна організація «Резиденція "Синьогора"» — резиденція Президента України в карпатському масиві Ґорґани (біля села Стара Гута Богородчанського району Івано-Франківської області) на території національного природного парку «Синьогора». Організована на базі старого відомчого санаторію в 2001 р. 
Підпорядкована Державному управлінню справами (ДУС).

## Природні умови
«Синьогора» — одна з найбільш фешенебельних мисливських держрезиденцій  В. Януковича. Створена для задоволення мисливських утіх перших осіб країни. Займає площу 10 866 га. На її території є палаци, зимовий сад, ставки, вертолітний майданчик, мисливський будиночок, десятки мисливських вишок, готель, невеликий звіринець з п'ятьма ведмедями (два дорослих і три малюки), живоловушки, годівниці для копитних, вольєри, де мешкає 5 муфлонів, 6  ланей, 4  плямистих олені, близько 20 кабанів, 4 коттеджі, лижна траса з підйомником. У гірських соснових лісах тут мешкають олені,  козулі, кабани, в 2009 р. було завезено 6 зубрів (за іншими даними — одна зубриха), занесених до  Червоної книги України. Зубри були випущені в ліс і більше їх ніхто не бачив (скоріше за все їх відстріляли високопоставлені мисливці).

## Діяльність
Громадські екологічні організації порушують питання щодо створення на місці державної резиденції  національного природного парку. 12 грудня 2009 р. Указом  Президента України  В. Ющенка «Синьогора» була реорганізована в національний природний парк. Однак Державне управління справами (ДУС) саботує виконання Указу. Київський еколого-культурний центр і Екоправо-Київ у 2012–2013 рр. судилися з Державним управлінням справами і Кабінетом Міністрів України з цього приводу. У 2012 р. з держбюджету на утримання резиденції з програми на розвиток  природно-заповідного фонду було витрачено 9 млн 318 тис. гривень. Всього ж в 2012 р. на утримання «Синьогори» пішло 211 100 000 гривень. Причому тільки спорудження однієї сауни коштувало 1 млн гривень. У 2011 р. на ремонт дачі В. Януковича з держбюджету було виділено 21 млн грн, в той час як в цьому ж році на лікування хворих на діабет в  Україні з держбюджету було виділено 20 млн гривень.
Петро Порошенко із сім'єю свій Новий рік 2019 року святкував саме в Синьогорі. 2020 Новий рік в резиденції відзначав наступний після Порошенка президент — Володимир Зеленський із урядовими чиновниками, зокрема із Андрієм Богданом.
20 грудня 2021 року в держаній резиденції проходив саміт президентів "Люблінського трикутника" (L3) між Республікою Польща, Литовською республікою та Україною. 

## Виноски
1. 1 2 3 4  В гостях у Януковича. Госрезиденция Синегора
2. 1 2  Указ Президента України № 1083/2009 від 12.12.2009 р.
3. ↑  Экологи начинают судиться с Администрацией президента  [Архівовано 10 березня 2014 у Wayback Machine.]
4. ↑  На «заповідний фонд» карпатської резиденції Януковича витратили 26 мільйонів
5. ↑  «Синегора» Януковича подорожала до 211 миллионов из-за домика для охранников
6. ↑  Президентская резиденция «Синегора» обзавелась сауной за миллион гривен
7. ↑  Архівована копія. Архів оригіналу за 10 березня 2014. Процитовано 10 березня 2014.{{cite web}}:  Обслуговування CS1: Сторінки з текстом «archived copy» як значення параметру title (посилання)
8. ↑  Стало известно где будет встречать Новый 2020 Год Президент Зеленский, youtube, 26 грудня 2019
9. ↑  ДО "Резиденція"Синьогора" ,готель синьогора, резиденція в гуті. www.synyogora.com (укр.). Архів оригіналу за 16 березня 2023. Процитовано 20 липня 2020. [Архівовано 2023-03-16 у Wayback Machine.]